# Кісткова тканина

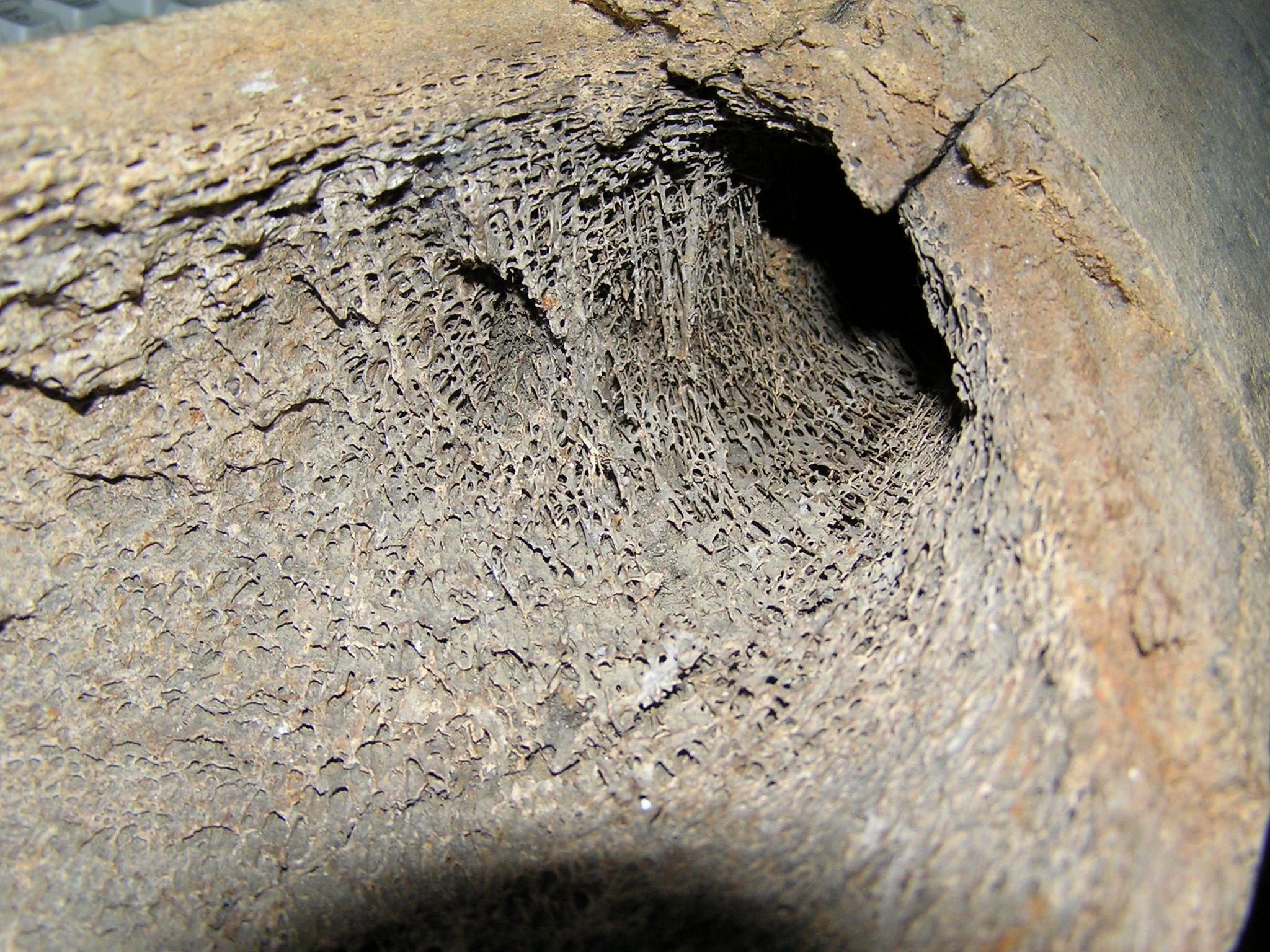
Кістка зсередини

Кістко́ва ткани́на (лат. textus ossei) — вид  сполучної тканини, із якої сформовані кістки .

## Класифікація кісткової тканини
Розрізняють два основних типи кісткової тканини — грубоволокнисту і пластинчасту.

### Грубоволокниста
Розвивається із мезенхіми, що властиво для покривних кісток черепа. Одночасно з диференціюванням клітин в остеоцити утворюється міжклітинна речовина і колагенові волокна. Розташована між клітинами і волокнами основна речовина ущільнюється, формуються кісткові балки (перекладини). Клітини поверхні утворюваної кістки перетворюються в остеобласти.

### Пластинчаста
Більшість кісток скелету людини (за винятком покривних кісток черепа) побудовані пластинчастою кістковою тканиною, тобто мають кісткові пластинки товщиною від 4 до 15 мкм, які складаються із остеоцитів і тонковолокнистої міжклітинної речовини. Сполучнотканинні волокна в товщі кожної пластинки лежать паралельно та орієнтовані у певному напрямку. У новонароджених пластинки розташовані неправильно, а їх кількість є невеликою.

## Класифікація кісток
В залежності від розташування кісткових пластинок розрізняють компактну і губчасту кістки.

### Компактна кістка
У компактній кістці пластинки розташовуються у певному порядку, утворюючи складні системи — остеони.
Остеон — структурна одиниця кістки. Він складається із 5-20 циліндричних пластинок, що вставлені одна в одну. В центрі кожного остеону проходить центральний (Гаверсів) канал. Діаметр остеона 0,3-0,4 мм. Між остеонами розташовуються вставні пластинки. Зовнішній і внутрішній краї кістки вкриті генеральними пластинками.

### Губчаста кістка
Губчаста кістка може мати тонкі кісткові пластинки і перекладини (трабекули), які перехрещуються між собою і утворюють багато чарунок. Напрямок перекладин збігається з кривими стискування і розтягу, утворюючи склепінчасту конструкцію. Таке розташування кісткових трабекул під кутом одна до одної забезпечує рівномірне передавання тиску або тяги на кістку. Все це забезпечує найбільшу міцність кістки при невеликій затраті кісткової тканини.

## Кісткова речовина
У кістках розрізняють щільну і губчасту кісткові речовини.
- Щільна відрізняється однорідністю, твердістю і складає зовнішній шар кістки; вона особливо розвинута в середній частині трубчастих кісток і тоншає в напрямку до кінців; у широких кістках вона утворює 2 пластинки, розділені шаром губчастої речовини; у коротких вона у вигляді тонкої плівки одягає кістку зовні.
- Губчаста речовина складається з пластинок, що перетинаються в різних напрямках, утворюючи систему порожнин та отворів, які в середині довгих кісток зливаються у велику порожнину.

За мікроструктурою кісткова речовина є особливим видом сполучної тканини - кістковою тканиною - характерними ознаки якої є: тверда, просочена мінеральними солями, волокниста міжклітинна речовина і зірчасті клітини з багатьма відростками. Основу кістки складають клейодавальні волокна з речовиною, що їх з'єднує. Ці волокна просочені мінеральними солями і складаються з пластинок, які, в свою чергу, складаються із шарів поздовжніх і поперечних волокон; крім того, у кістковій речовині знаходяться пружні волокна (волокна Шарпе). Частина цих пластинок в щільній кістковій речовині розташована концентричними шарами навколо минаючих у кістковій речовині довгих каналів, що розгалужуються, (Гаверсові канали), частина лежить між цими системами, частина охоплює цілі групи їх або тягнеться уздовж поверхні кістки. Паралельно поверхні цих пластинок розташовані шари маленьких зіркоподібних порожнин, що продовжуються в численні тонкі канальці — це так звані «кісткові тільця», у яких знаходяться кісткові клітини, що дають відростки в канальці. Канальці кісткових тілець з'єднуються між собою та з порожниною Гаверсових канальців внутрішніми порожнинами й окістям. В такий спосіб уся кісткова тканина виявляється пронизаною безперервною системою наповнених клітинами і їхніми відростками порожнин і канальців, по яких і проникають необхідні для життя кістки поживні речовини. По Гаверсових канальцях проходять тонкі кровоносні судини (зазвичай артерія і вена); стінка Гаверсового каналу і зовнішня поверхня кровоносних судин покриті тонким шаром ендотелію, а проміжки між ними служать лімфатичними шляхами кістки. Губчаста кісткова речовина не має Гаверсових канальців. Кісткова тканина риб представляє деякі відмінності: Гаверсових канальців тут немає, а канальці кісткових тілець сильно розвинуті.
Особливою видозміною кісткової тканини є зубна речовина або дентин.

### Клітини кісткової речовини
У кістці розрізняють такі клітини:
- Остеобласти
- Остеоцити — зрілі багатовідросткові клітини, які лежать у кісткових лакунах. Їх відростки контактують між собою, а канальці, у яких проходять відростки, пронизують речовину кістки. Остеоцити не діляться, органели у них розвинені слабко.
- Остеокласти — великі багатоядерні клітини, які руйнують кістку і хрящ. Хрящова тканина піддається процесові руйнування, усмоктування і замість неї утворюються, при участі остеобластів, кісткова тканина; процес цей може йти як з поверхні хряща, від його зовнішньої оболонки (перихондрія), що перетворюється потім в окістя, так і усередині його. Остекласти мають багато протеолітичних ферментів, мітохондрій, лізосом і вакуоль. У них добре виражений комплекс Гольджі. Остеокласти відносять до макрофагів.